# 三上山
三上山（みかみやま）は、滋賀県野洲市三上にある山。一般には近江富士として知られる。標高432m。ふもとには、この山を神体山として祀る御上神社や、滋賀県希望が丘文化公園がある。

## 地理
平野部の残丘（浸蝕から取り残され、孤立した丘陵。モナドノック(英:Monadnock)）であるため標高に比して目立ち、琵琶湖を挟んだ湖西地方からでも望める。南西部を野洲川が流れる。登山道は西側に表登山道と裏登山道が、東側に花緑公園側登山道がある。

## 歴史
『古事記』『延喜式』にも記述が見え、また和歌にも詠まれた由緒ある山である。紫式部が「打ち出でて　三上の山を　詠れば　雪こそなけれ　富士のあけぼの」と詠んだように近江富士という愛称がある。藤原秀郷（俵藤太）による大ムカデ退治伝説が残ることから「ムカデ山」の異名も持つ。
中世以降、周囲の山々が燃料などの採取目的に伐採が続けられて、大規模にはげ山化した。三上山も荒廃、織田信長は上洛のおり街道から伐り荒らされた様子を見て、街道から見えない部分で刈るよう指示している。1615年（元和元年）、徳川秀忠は大坂の陣からの帰途、石部宿から三上山の荒廃状況を見て勘定奉行の伊丹康勝に植林と保護を指示、1619年（元和4年）からマツ、クリ、アオギリなどの植林が始まった。植栽された木は1658年（万治元年）に間伐され野洲川の護岸や土砂止めの木杭として用いられた。間伐後にはマツタケが発生するようになり、収益は御上神社の社殿修理費用に払い下げられた。
その後の三上山は取り残されるように青々とした山容を維持した。このことからランドマーク的に存在感を増し、松尾芭蕉が「三上山のみ夏知れる姿かな」と詠んでいる。

## 交通
- JR東海道本線（琵琶湖線）野洲駅南東2km
- 名神高速道路栗東IC
- 国道8号 西麓
- 滋賀県道27号野洲甲西線
- 滋賀県道325号希望が丘文化公園南線

## 関連作品
- 赤神諒『神遊の城』（講談社、2018年12月14日）ISBN 978-4065140253